# Куїстелло
Куїстелло (італ. Quistello) — муніципалітет в Італії, у регіоні Ломбардія,  провінція Мантуя.
Куїстелло розташоване на відстані близько 370 км на північ від Рима, 150 км на схід від Мілана, 22 км на південний схід від Мантуї.
Населення — 5705 осіб (2014).
Щорічний фестиваль відбувається 24 серпня. Покровитель —  San Bartolomeo apostolo.

## Демографія
Населення за роками:

Станом на 1 січня 2023 року в муніципалітеті офіційно проживало 569 іноземців з 36 країн, серед них 48 громадян країн Євросоюзу та 21 громадянин України.

## Уродженці
- Гвідо Вінченці (*1932 — †1997) — відомий у минулому італійський футболіст, захисник, згодом — футбольний тренер.

## Сусідні муніципалітети
- Конкордія-сулла-Секкія
- Молья
- Куїнджентоле
- Сан-Бенедетто-По
- Сан-Джакомо-делле-Сеньяте
- Сан-Джованні-дель-Доссо
- Сківенолья
- Сустіненте